# Louder (Album)
Louder (engl. für Lauter) ist das Debütalbum der US-amerikanischen Schauspielerin und Sängerin Lea Michele. Es wurde am 28. Februar 2014 durch Columbia Records veröffentlicht. Songwriter und Produzenten auf dem Album sind unter anderem Stargate und The Monsters and the Strangerz, die bereits zuvor mit Künstlern wie Demi Lovato und Rihanna gearbeitet hatten. 

## Hintergrund
Im September 2012 wurde bekannt, dass Michele einen Plattenvertrag für die Veröffentlichung ihres Debütalbums unterzeichnet hatte. Die Aufnahmen für das Album begann im folgenden Monat und wurden im Juni 2013 abgeschlossen. Im Juli 2013 starb ihr damaliger Freund Cory Monteith (diesem widmete sie den Song „If You Say So“). Daraufhin wurde die gegen Ende 2013 geplante Veröffentlichung des Albums auf März 2014 verschoben.
Nennenswerte Songwriter auf dem Album sind unter anderem Sia Furler, Christina Perri und Bonnie McKee. Des Weiteren war die für den Academy Award nominierte Musikerin Anne Preven an dem Album beteiligt. Furler verfasst vier Lieder des Albums, darunter auch die Leadsingle Cannonball und die Ballade If You Say So, die sie gemeinsam mit Michele schrieb. Die meisten Lieder des Albums sind im Bereich Pop und Dance-Pop einzuordnen. Sängerinnen wie Lady Gaga, Kelly Clarkson und Katy Perry zählen zu den musikalischen Einflüssen des Albums.

## Rezeption
Die Kritiken fielen gemischt aus. Auf der Seite Metacritic.com erhielt das Album 48 von 100 möglichen Punkten, basierend auf acht englischsprachigen Kritiken. Micheles Gesang wurden gelobt, Produktion und Texte jedoch stark kritisiert.

## Titelliste
| #   | Titel                                                                                  | Dauer |
| --- | -------------------------------------------------------------------------------------- | ----- |
| 1.  | "Cannonball" Sia Furler, Tor Erik Hermansen, Mikkel Storleer Eriksen, Benjamin Levin   | 3:35  |
| 2.  | "On My Way" Ali Tamposi, Marcus Lomax, Clarence Coffee, Jordan Johnson, Stefan Johnson | 3:45  |
| 3.  | "Burn With You" Chantal Kreviazuk, Adam Messinger, Nasri Atweh, Nolan Lambroza         | 3:38  |
| 4.  | "Battlefield" Furler, Lawrence Goldings                                                | 4:18  |
| 5.  | "You're Mine" Furler, Chris Braide, John Barry, Leslie Bricusse                        | 3:38  |
| 6.  | "Thousand Needles" Tove Lo, Ali Payami                                                 | 3:24  |
| 7.  | "Louder" Jaden Michaels, Anne Preven, Colin Munroe                                     | 3:50  |
| 8.  | "Cue the Rain" Lea Michele, Preven, Felicia Barton, Matthew Radosevich                 | 3:59  |
| 9.  | "Don't Let Go" Preven, Barton, Radosevich                                              | 3:16  |
| 10. | "Empty Handed" Christina Perri, John Shanks, David Hodges                              | 4:51  |
| 11. | "If You Say So" Michele, Furler, Braide                                                | 4:15  |

### Deluxe-Edition
| #   | Titel                                                           | Dauer |
| --- | --------------------------------------------------------------- | ----- |
| 12. | "What Is Love?" Michaels, John Lock                             | 3:25  |
| 13. | "Gone Tonight" Michele, Preven, Barton, CJ Baran, Drew Lawrence | 3:33  |
| 14. | "The Bells" Preven, Cutler                                      | 3:44  |

## Chartplatzierungen
| ChartsChartplatzierungen       | Höchstplatzierung | Wochen |
| ------------------------------ | ----------------- | ------ |
| Deutschland (GfK)              | 44 (1 Wo.)        | 1      |
| Österreich (Ö3)                | 25 (1 Wo.)        | 1      |
| Schweiz (IFPI)                 | 18 (1 Wo.)        | 1      |
| Vereinigtes Königreich (OCC)   | 16 (2 Wo.)        | 2      |
| Vereinigte Staaten (Billboard) | 4 (5 Wo.)         | 5      |